# Nikolai Sergejewitsch Below
Nikolai Sergejewitsch Below (russisch Николай Сергеевич Белов; * 13. August 1987 in Moskau, Russische SFSR) ist ein russischer Eishockeyspieler, der zuletzt beim HK Traktor Tscheljabinsk aus der Kontinentalen Hockey-Liga unter Vertrag stand und für diese auf der Position des Verteidigers spielte.

## Karriere
Nikolai Below begann seine Karriere als Eishockeyspieler beim HK Dynamo Moskau, für dessen zweite Mannschaft er in der Saison 2004/05 in der drittklassigen Perwaja Liga aktiv war. In den folgenden drei Jahren spielte er für Kapitan Stupino in der Wysschaja Liga, der zweiten russischen Spielklasse und kam nur in der Saison 2006/07 zu einem Einsatz für die Profimannschaft von Dynamo Moskau in der Superliga. In der Saison 2007/08 spielte er zudem für den Zweitligisten Rubin Tjumen und den Drittligisten Gasowik-SibGUFK.
Mit Beginn der Saison 2008/09 stand Below für Neftechimik Nischnekamsk in der neu gegründeten Kontinentalen Hockey-Liga auf dem Eis. In der KHL-Premierenspielzeit lief er parallel für den Zweitligisten Neftjanik Leninogorsk auf. Vor allem in der Saison 2009/10 konnte der Linksschütze bei Neftechimik Nischnekamsk überzeugen und er wurde im Dezember 2009 zum Rookie des Monats der KHL gewählt. Der Russe, der in insgesamt 54 Spielen zwölf Scorerpunkte erzielte, wurde zudem in dieser Spielzeit zum Nationalspieler.
Nach sechs Spielzeiten in Nischnekamsk – lediglich unterbrochen von einem kurzen Gastspiel bei Ak Bars Kasan zwischen Januar und Mai 2014 – wurde der Abwehrspieler während der Saison 2014/15 im November 2014 zusammen mit einem Erstrunden-Wahlrecht von Neftechimik an den SKA Sankt Petersburg abgegeben, im Gegenzug wechselten Jewgeni Rjassenski, Alexei Grischin und Michail Tichonow zu Neftechimik Nischnekamsk. Am Saisonende gewann er mit dem SKA den Gagarin-Pokal. Wenige Tage nach Beginn der Saison 2015/16 wurde Below gegen eine finanzielle Entschädigung an Ak Bars Kasan abgegeben, obwohl er seinen Vertrag bei SKA wenige Monate zuvor noch verlängert hatte. In Kasan blieb Below ebenfalls nur eine Spielzeit, genau so wie im Spieljahr darauf beim HK Traktor Tscheljabinsk.
Im August 2017 entschied sicher der erneut vertragslose Verteidiger nach Nordamerika zu wechseln, wo er zunächst einen Probevertrag bei den Florida Panthers aus der National Hockey League erhielt. Daraus entwickelte sich in der Folge jedoch kein festes Engagement.

### International
Für Russland nahm Below zwischen 2009 und 2012 jeweils an den Turnieren der Euro Hockey Tour teil. Zudem stand er im Aufgebot der Sbornaja bei der Weltmeisterschaft 2011 in der Slowakei. Zum Erreichen des vierten Platzes konnte Below in sechs Turniereinsätzen keine Scorerpunkte beisteuern.

## Erfolge und Auszeichnungen
- 2009 KHL-Rookie des Monats Dezember
- 2015 Gagarin-Pokal-Gewinn mit SKA Sankt Petersburg

## KHL-Statistik
(Stand: Ende der Saison 2016/17)